# Бабушка (приток Пиковки)
Бабушка — река в России, протекает по Колпашевскому району Томской области. Устье реки находится в 146 км по правому берегу реки Пиковка (Бол. Пиковка). Длина реки составляет 16 км.

## Данные водного реестра
По данным государственного водного реестра России относится к Верхнеобскому бассейновому округу, водохозяйственный участок реки — Кеть, речной подбассейн реки — бассейн притоков (Верхней) Оби от Чулым до Кети. Речной бассейн реки — (Верхняя) Обь до впадения Иртыша.